# Formica aserva
Formica aserva é uma espécie de formiga do gênero Formica, pertencente à subfamília Formicinae.